# 円満字二郎
円満字 二郎（えんまんじ じろう、1967年 - ）は、日本の漢字研究者。本名同じ。兵庫県西宮市生まれ。

## 略歴
「円満字」は石川県小松市がルーツで、全国に20人足らずしかいない稀少な姓。
西宮市立西宮高等学校卒、1991年東京大学文学部東洋史学科卒業。出版社に入ってからは7年間ほど国語教科書の編集を担当したのち、漢和辞典の編集に異動。10年間ほど漢和辞典と関わりながら『人名用漢字の戦後史』など漢字を題材にした自著を出版した。2008年、退職してフリーに。漢字、漢詩・漢文、中国史などについての著作を行う。

## 著書
- 『大人のための漢字力養成講座 恥をかかずにすむヒント』ベスト新書 2005、ISBN 4-584-12084-6
- 『人名用漢字の戦後史』岩波新書 2005、ISBN 4-00-430957-3
- 『心にしみる四字熟語』光文社新書 2007、ISBN 978-4-334-03422-1
- 『昭和を騒がせた漢字たち 当用漢字の事件簿』 (歴史文化ライブラリー) 吉川弘文館 2007、ISBN 978-4-642-05641-0
- 『漢和辞典に訊け!』ちくま新書 2008、ISBN 978-4-480-06462-2
- 『太宰治の四字熟語辞典』三省堂 2009、ISBN 978-4-385-36435-3
- 『常用漢字の事件簿』(生活人新書) 日本放送出版協会 2010、ISBN 978-4-14-088319-8
- 『数になりたかった皇帝 漢字と数の物語』岩波書店 2010、ISBN 978-4-00-005207-8
- 『政治家はなぜ「粛々」を好むのか 漢字の擬態語あれこれ』新潮選書 2011、ISBN 978-4-10-603690-3
- 『漢字ときあかし辞典』研究社 2012、ISBN 978-4-7674-3471-1
- 『部首ときあかし辞典』研究社 2013、ISBN 978-4-7674-3475-9
- 『漢字なりたち図鑑 形から起源・由来を読み解く』誠文堂新光社 2014、ISBN 978-4-416-71422-5
- 『ひねくれ古典『列子』を読む』新潮選書 2014、ISBN 978-4-10-603753-5
- 『漢字の使い分けときあかし辞典』研究社 2016、ISBN 978-4-7674-3478-0
- 『漢和辞典的に申しますと。』文春文庫 2017、ISBN 978-4-16-790820-1
- 『知るほどに深くなる漢字のツボ』青春出版社 2017、ISBN 978-4-413-11213-0
- 『雨かんむり漢字読本』草思社 2018、ISBN 978-4-7942-2317-3
  - 草思社文庫版、2020、ISBN 978-4-7942-2466-8
- 『四字熟語ときあかし辞典』研究社 2018、ISBN 978-4-7674-5021-6
- 『故事成語を知る辞典』小学館 2018、ISBN 978-4-09-504181-0
- 『語彙力をつける入試漢字2600』筑摩書房 2019、ISBN 978-4-480-91087-5
- 『漢字の植物苑——花の名前をたずねてみれば』岩波書店、2020、ISBN 978-4-00-061391-0
- 『難読漢字の奥義書』草思社、2021、のち文庫
- 『漢字の使い分け図鑑 マンガでわかる 記憶に定着!』講談社、2022.6
- 『漢字が日本語になるまで 音読み・訓読みはなぜ生まれたのか?』(ちくまQブックス)筑摩書房、2022.7
- 『漢字の動物苑 鳥・虫・けものと季節のうつろい』岩波書店、2023.1
- 『高校生のための語彙+漢字2000』筑摩書房、2023.10
- 『四字熟語で始める漢文入門』ちくまプリマー新書、2024.11